# Чужой: Земля
«Чужой: Земля» (англ. Alien: Earth) — американский научно-фантастический сериал в жанре ужасов, часть франшизы «Чужой». Его премьерный показ начался 12 августа 2025 года. Организатором проекта является Ной Хоули, главную роль сыграла Сидни Чендлер.

## Сюжет
Действие сериала будет происходить на Земле в 2120-м году, за два года до событий фильма «Чужой». По словам Ноя Хоули, действие не будет сосредоточено в одном месте. «События проектов про Чужих всегда разворачиваются в тюрьмах, на космических кораблях, — констатировал Хоули в одном из интервью. — И я задумался, а что если немного приоткрыть дверь и поднять ставки. Что произойдет, если не получится их удержать в закрытом пространстве?».

## В ролях
- Сидни Чендлер — Венди
- Алекс Лоутер — Си Джей, солдат
- Эсси Дэвис — Сильвия
- Тимоти Олифант — Кирш

## Производство
Впервые о планах снять сериал про Чужого стало известно в конце 2020 года. Сценаристом и шоураннером стал Ной Хоули, исполнительным продюсером — Ридли Скотт. 2 августа 2022 года глава телеканала FX Джон Ландграф рассказал, что сценарий шоу уже написан. Съёмки начались в 2023 году. Премьерный показ начался 12 августа 2025 года.

## Список эпизодов
| № | Название                       | Режиссёр      | Автор сценария               | Дата премьеры    |
| --- | ------------------------------ | ------------- | ---------------------------- | ---------------- |
| 1 | «Неверленд» «Neverland»        | Ной Хоули     | Ной Хоули                    | 12 августа 2025  |
| Исследовательский космический корабль компании Вейланд-Ютани имеет биолабораторию, в которой содержатся лицехваты, киборг корабля использует членов корабля как носителей для лицехватов, затем направляет корабль со взрослой особью ксеноморфа на Землю, где корабль терпит крушение. Киборг выживает и отправляется на поиск сбежавшей особи. Корпорация Prodigy разработала технологию переноса сознания в синтетическое тело, это позволило перенести в новые тела сознание нескольких смертельно больных детей и создать андроидов нового типа - синтов. |                                |               |                              |                  |
| 2 | «Мистер Октябрь» «Mr. October» | Дана Гонсалес | Ной Хоули                    | 12 августа 2025  |
| Синт Венди, в которую перенесли сознание смертельно больной девочки Марси, постоянно просматривает видеозаписи и ищет своего брата Джо, она находит его, он как медик работает в составе спасательного отряда, осматривает корабль, который потерпел крушение. Компания Вейланд-Ютани требует вернуть им корабль, но Prodigy отказывает, корабль упал на их территории и принадлежит им. Глава компании Prodigy отправляет синтов для исследования данного корабля, ему нужно то, что вез корабль, их возглавляет андроид Кирш. На корабле ксеноморф нападает на Джо, но киборг корабля отключает и пленяет ксеноморфа, ксеноморф вырывается, киборг сбегает с корабля. Команда синтов находит на корабле биолабораторию и ее обитателей. Венди встречает брата, они находят кладку яиц ксеноморфов, ксеноморф снова нападает на Джо и уносит его. |                                |               |                              |                  |
| 3 | «Метаморфозы» «Metamorphosis»  | Дана Гонсалес | Ной Хоули и Боб ДеЛаурентис  | 19 августа 2025  |
| Венди находит брата, в битве с ксеноморфом убивает его и гибнет сама, Джо выживает. Компания Prodigy получает то, что искала - содержимое лаборатории, ксеноморфа, яйца. Компания оживляет Венди. Киборг обещает своей компании Вейланд-Ютани, что вернет образцы, выходит на связь с одним из синтов. Кирш извлекает лицехвата из яйца, из лицехвата - эмбрион ксеноморфа, запускает его в живую ткань, извлеченную из Джо. |                                |               |                              |                  |
| 4 | TBA                            | TBA           | Ной Хоули и Бобак Эсфарджани | 26 августа 2025  |
| 5 | TBA                            | TBA           | Ной Хоули                    | 2 сентября 2025  |
| 6 | TBA                            | TBA           | Ной Хоули и Лиза Лонг        | 9 сентября 2025  |
| 7 | TBA                            | TBA           | Ной Хоули и Марина Мелник    | 16 сентября 2025 |
| 8 | TBA                            | TBA           | Ной Хоули и Мигизи Пенсоно   | 23 сентября 2025 |

## Восприятие
Новости о начале работы над сериалом воодушевили фанатов. Однако Ридли Скотт отнёсся к проекту довольно скептически, хоть и выступил его исполнительным продюсером; он уверен, что «сериал никогда не будет так же хорош, как оригинальная картина».